# Belgische Federatie voor Kyokushin karate
De Belgische Federatie voor Kyokushin Karate (BFKK) is een Belgische sportbond voor kyokushinkai karate.

## Geschiedenis
De organisatie werd opgericht op 11 juli 2019.

## Structuur
De hoofdzetel is gelegen te Hove, huidig voorzitter van de organisatie is Dave Geentjes. Op internationaal niveau is de organisatie aangesloten bij de International Federation of Karate (IFK) en de Kyokushin World Union. Daarnaast is ze aangesloten bij de Vlaamse Vechtsportassociatie.